# Толкин, Джон Рональд Руэл
Джон Ро́нальд Ру́эл «Дж. Р. Р.» То́лкин (англ. John Ronald Reuel «J. R. R.» Tolkien, английское произношение: [dʒɒn ˈrɒnld ˈruːl ˈtɒlkiːn]; 3 января 1892, Блумфонтейн — 2 сентября 1973, Борнмут) — британский писатель, поэт, переводчик, лингвист и филолог. Ветеран Первой мировой войны. Один из самых известных писателей XX века, автор более двухсот различных публикаций (37 книг, 63 статьи, 121 перевод) и множества незавершённых работ.
Наиболее известен как автор классических произведений «высокого фэнтези»: «Хоббит, или Туда и обратно», «Властелин колец» и «Сильмариллион». Эти книги породили сотни переводов, подражаний, продолжений и адаптаций и стали заметным явлением культуры XX века. Авторский миф Толкина (который отчасти может представлять собой реконструкцию мифологии донорманнской Англии, пусть в целом это взращивание не остатков «мифологии», а «всей „первобытной поросли“ преданий и языка, в диапазоне от серьёзного до курьёзного») является литературным феноменом XX века и самим автором с позиции жанра именовался «волшебной историей» и «мифом».
Толкин занимал должности профессора Кафедры англосаксонского языка имени Роулинсона и Босуорта в Пембрук-колледже Оксфордского университета (1925—1945), Кафедры английского языка и литературы имени Мертона в Мертон-колледже Оксфордского университета (1945—1959). Вместе с близким другом К. С. Льюисом состоял в неформальном литературоведческом обществе «Инклинги». 28 марта 1972 года произведён в командоры ордена Британской империи (СВЕ) королевой Елизаветой II.
После смерти Толкина его сын Кристофер выпустил несколько произведений, основанных на обширном корпусе заметок и неизданных рукописей отца, в том числе «Сильмариллион». Эта книга вместе с «Хоббитом» и «Властелином колец» составляет единое собрание сказок, стихов, историй, искусственных языков и литературных эссе о вымышленном мире под названием Арда и его части Средиземье. В 1951—1955 годах для обозначения большей части этого собрания Толкин использовал слово «легендариум» (англ. Legendarium). Многие авторы писали произведения в жанре фэнтези и до Толкина, однако из-за большой популярности и сильного влияния на жанр многие называют Толкина «отцом» современной фэнтези-литературы, подразумевая, главным образом, «высокое фэнтези».
В 2008 году британская газета The Times поставила его на шестое место в списке «50 величайших британских писателей с 1945 года». В 2009 году американский журнал Forbes назвал его пятым в числе умерших знаменитостей с самым большим доходом.

## Биография

### Род Толкинов
Большинство предков Толкина по линии отца были ремесленниками. Род Толкинов происходит из Нижней Саксонии, однако с XVIII века предки писателя поселились в Англии, «быстренько превратившись в коренных англичан», по выражению самого Толкина. Толкин выводил свою фамилию из немецкого слова tollkühn, которое означает «безрассудно храбрый». Несколько семей с фамилией Tolkien и её вариантами по сей день живут на северо-западе Германии, прежде всего в Нижней Саксонии и Гамбурге. Один немецкий писатель предположил, что фамилия, скорее всего, произошла от названия деревни Tolkynen близ Растенбурга в Восточной Пруссии (ныне северо-восточная Польша), хотя до Нижней Саксонии там далеко. Название этой деревни, в свою очередь, происходит из вымершего прусского языка.
Родители матери Толкина, Джон и Эмили Джейн Саффилд (англ. Suffield), жили в Бирмингеме, где с начала XIX века владели зданием в центре города под названием «Овечий дом» (Lamb House). С 1812 года прапрадед Толкина Уильям Саффилд держал там книжный и канцелярский магазин, а с 1826 прадед Толкина, тоже Джон Саффилд, торговал там декоративными тканями и чулками.

### Детство
Джон Рональд Руэл Толкин родился 3 января 1892 года в Блумфонтейне, Оранжевое Свободное государство (теперь Фри-Стейт, ЮАР). Его родители, Артур Руэл Толкин (1857—1896), управляющий английского банка, и Мейбл Толкин (урождённая Саффилд) (1870—1904), прибыли в Южную Африку незадолго до рождения сына в связи с продвижением Артура по службе. Джоном и Руэлом мальчик был назван в честь дедушек и отца, а Рональд стало его личным именем, по которому его звали родные и друзья. 17 февраля 1894 года у Артура и Мейбл родился второй сын, Хилари Артур Руэл.

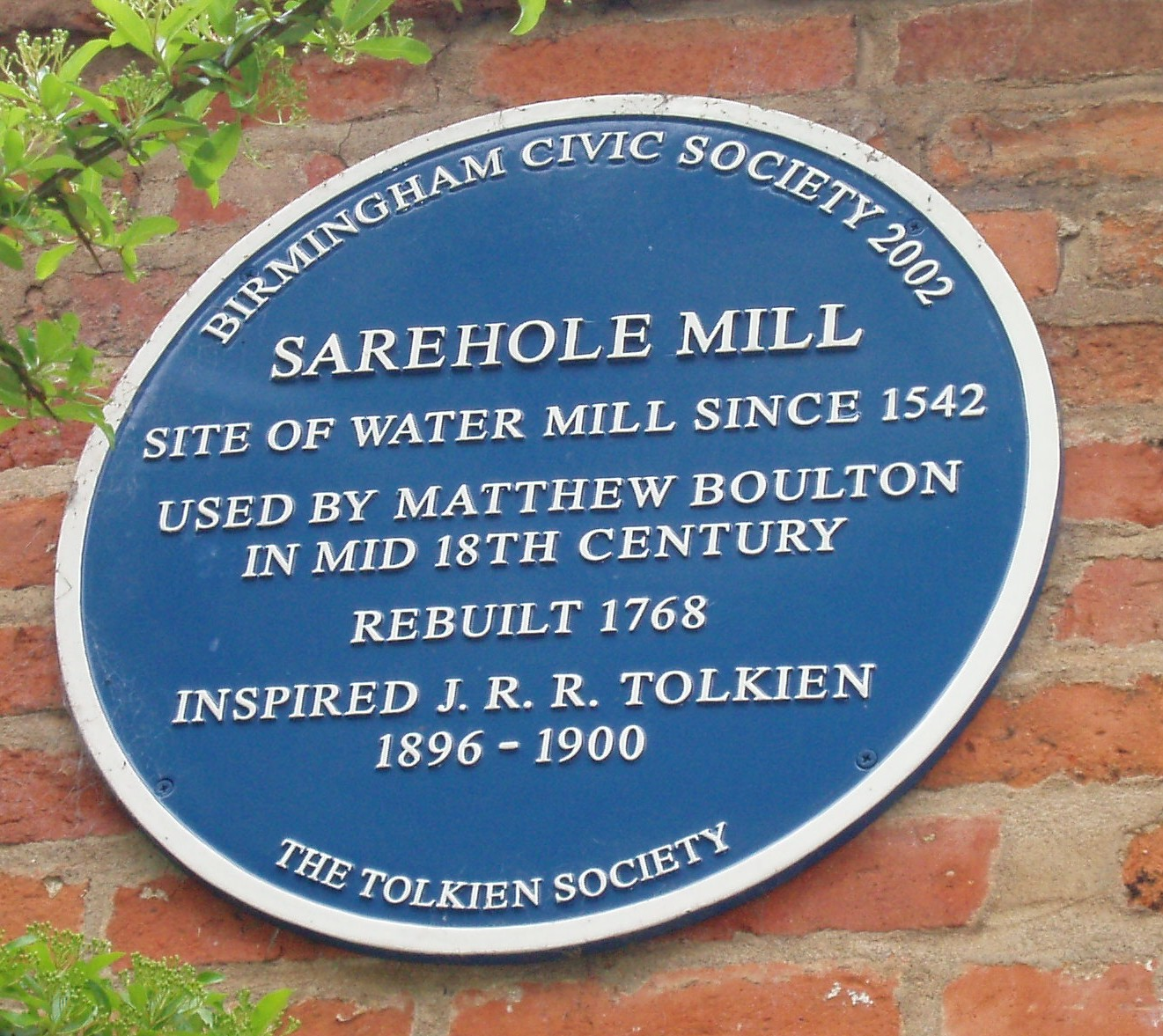
Мемориальная табличка в Сэрхоул гласит: «Сэрхоул. Водяная мельница с 1542 года. Использовалась Мэттью Болтоном в середине XVIII века. Реконструирована в 1768 году. Служила вдохновением для Дж. Р. Р. Толкина в 1896—1900 гг.»

В 1896 году Мейбл с детьми возвращается в Англию, Артур остаётся в Африке. Однако в феврале того же года он умирает, официально от ревматической лихорадки. Оставшись одна с двумя детьми, Мейбл просит помощи у родственников. Возвращение домой было тяжёлым: родственники матери Толкина не одобряли её брака. Семья поселилась в Сэрхоуле возле Бирмингема.
Мейбл Толкин осталась одна с двумя маленькими детьми на руках и с очень скромным доходом, которого только-только хватало на проживание. Стремясь найти опору в жизни, она погрузилась в религию, приняла католичество (это привело к окончательному разрыву с родственниками-англиканами) и дала детям соответствующее образование; в результате Толкин всю жизнь оставался глубоко религиозным человеком. Твёрдые религиозные убеждения Толкина сыграли значительную роль в обращении Клайва Льюиса в христианство, хотя, к разочарованию Толкина, Льюис предпочёл англиканскую веру католической.
Мейбл также научила сына основам латинского языка, а также привила любовь к ботанике, и Толкин с ранних лет любил рисовать пейзажи и деревья. К четырём годам, благодаря стараниям матери, малыш Рональд уже умел читать и даже писал первые буквы. Он много читал, причём с самого начала невзлюбил «Остров сокровищ» Стивенсона и «Гаммельнского крысолова» братьев Гримм, зато ему нравилась «Алиса в Стране чудес» Льюиса Кэрролла, истории про индейцев, произведения Джорджа Макдональда в стиле фэнтези и «Книга Фей» Эндрю Лэнга. Мать Толкина умерла от диабета в 1904 году, в возрасте 34 лет; перед смертью она оформила опекуном своих детей своего духовника отца Френсиса Моргана, священника из ордена Ораторианцев, сильную и неординарную личность. Именно Френсис Морган развил у маленького Рональда интерес к филологии, за что тот был впоследствии очень благодарен ему.
Дошкольный возраст дети проводят на природе. Этих двух лет Толкину хватило на все описания лесов и полей в его произведениях. В 1900 году Рональд поступает в школу короля Эдуарда, где он выучил древнеанглийский язык и начал изучать другие — валлийский, древненорвежский, финский, готский. У него рано обнаружился лингвистический талант, после изучения староваллийского и финского языков он начал разрабатывать «эльфийские» языки (за всю жизнь Толкин выучил 14 языков и придумал 19, причём часть из них, древнеэльфийский квенья и первогномский кхуздул — с весьма достоверными признаками «лингвистического старения»).
С 1902 года Рональд и Хилари посещали частную католическую школу ораторианцев (The Oratory School) на Хагли-роуд в Эджбастоне. В 1903 году Рональд получил стипендию и вернулся в школу короля Эдуарда, в 1905 году туда же перешёл и Хилари.
Впоследствии он учился в школе святого Филиппа и оксфордском колледже Эксетер.

### Юность
В 1911 году во время обучения в школе короля Эдварда (Бирмингем) Толкин с тремя друзьями — Робом Гилсоном (англ. Rob Gilson), Джеффри Смитом (англ. Geoffrey Smith) и Кристофером Уайзменом (англ. Christopher Wiseman) — организовали полусекретный кружок, именуемый ЧКБО — «Чайный клуб и барровианское общество» (англ. T.C.B.S., Tea Club and Barrovian Society). Такое название связано с тем, что друзья любили чай, продававшийся около школы в универсаме Барроу (англ. Barrow), а также в школьной библиотеке, хотя это было запрещено. Даже после окончания школы члены ЧК поддерживали связь, например, встретились в декабре 1914 года в доме Уайзмена в Лондоне.
Летом 1911 года Толкин побывал в Швейцарии, о чём впоследствии упоминает в письме 1968 года, отмечая, что путешествие Бильбо Бэггинса по Мглистым горам основано на пути, который Толкин с двенадцатью товарищами проделал от Интерлакена до Лаутербруннена. В октябре того же года он начал своё обучение в Оксфордском университете (Эксетер-колледж).

### Семья Толкина
В 1908 году он подружился с Эдит Мэри Бретт, тоже сиротой, которая была его соседкой по дому.
Влюблённость помешала Толкину сразу поступить в колледж, к тому же Эдит была протестанткой и на три года старше его. Отец Френсис взял с Рональда честное слово, что тот не будет встречаться с Эдит, пока ему не исполнится 21 год — то есть до совершеннолетия, когда отец Френсис переставал быть его опекуном. Толкин выполнил обещание, не написав Мэри Эдит ни строки до этого возраста. Они даже не встречались и не разговаривали.
Вечером в тот же день, когда Толкину исполнился 21 год, он написал Эдит письмо, где объяснялся в любви и предлагал руку и сердце. Эдит ответила, что уже дала согласие на брак с другим человеком, потому что решила, что Рональд давно забыл её. В конце концов она вернула обручальное кольцо жениху и объявила, что выходит замуж за Толкина. Кроме того, по его настоянию она приняла католичество.
Помолвка состоялась в Бирмингеме в январе 1913 года, а свадьба — 22 марта 1916 года в английском городе Уорик, в католической церкви Св. Марии. Его союз с Эдит Бретт оказался долгим и счастливым. Супруги прожили вместе 56 лет и воспитали четверых детей: троих сыновей — Джона Фрэнсиса Руэла (1917), Майкла Хилари Руэла (1920), Кристофера Джона Руэла (1924), и дочь Присциллу Мэри Энн Руэл (1929).
Генеалогическая схема семьи Толкина
|                                                       |                                                       |                                          |                                                              | |                                                              |                                                              |                                                   |                                         |                                         |                                  |                                                       |                                                       |   |   |   |  |  |   |   |   |   |
| Джон Бенджамин Толкин John Benjamin Tolkien 1807—1896 | Джон Бенджамин Толкин John Benjamin Tolkien 1807—1896 | Мэри Джейн Стоу Mary Jane Stow 1834—1915 | Мэри Джейн Стоу Mary Jane Stow 1834—1915                     | |                                                              | Джон Саффилд John Suffield, Jr. 1833 (1834?)—1930            | Джон Саффилд John Suffield, Jr. 1833 (1834?)—1930 | Эмили Спарроу Emily Jane Sparrow 1838—? | Эмили Спарроу Emily Jane Sparrow 1838—? |                                  |                                                       | ?                                                     | ? | ? | ? |  |  | ? | ? | ? | ? |
|                                                       |                                                       |                                          |                                                              | |                                                              |                                                              |                                                   |                                         |                                         |                                  |                                                       |                                                       |   |   |   |  |  |   |   |   |   |
|                                                       |                                                       |                                          |                                                              | |                                                              |                                                              |                                                   |                                         |                                         |                                  |                                                       |                                                       |   |   |   |  |  |   |   |   |   |
|                                                       |                                                       |                                          | Артур Руэл Толкин Arthur Reuel Tolkien 1857—1895             | Артур Руэл Толкин Arthur Reuel Tolkien 1857—1895 | Мэйбл Саффилд Mabel Suffield 1870—1904                       | Мэйбл Саффилд Mabel Suffield 1870—1904                       |                                                   |                                         | ?                                       | ?                                | Фрэнсес Брэтт Frances (Fanny, Fannie) Bratt 1859—1904 | Фрэнсес Брэтт Frances (Fanny, Fannie) Bratt 1859—1904 |   |   |   |  |  |   |   |   |   |
|                                                       |                                                       |                                          |                                                              | |                                                              |                                                              |                                                   |                                         |                                         |                                  |                                                       |                                                       |   |   |   |  |  |   |   |   |   |
|                                                       |                                                       |                                          |                                                              | |                                                              |                                                              |                                                   |                                         |                                         |                                  |                                                       |                                                       |   |   |   |  |  |   |   |   |   |
|                                                       |                                                       |                                          | Джон Рональд Руэл Толкин John Ronald Reuel Tolkien 1892—1973 | Джон Рональд Руэл Толкин John Ronald Reuel Tolkien 1892—1973 | Джон Рональд Руэл Толкин John Ronald Reuel Tolkien 1892—1973 | Джон Рональд Руэл Толкин John Ronald Reuel Tolkien 1892—1973 | Эдит Брэтт Edith Bratt 1889—1971                  | Эдит Брэтт Edith Bratt 1889—1971        | Эдит Брэтт Edith Bratt 1889—1971        | Эдит Брэтт Edith Bratt 1889—1971 |                                                       |                                                       |   |   |   |  |  |   |   |   |   |
|                                                       |                                                       |                                          |                                                              | |                                                              |                                                              |                                                   |                                         |                                         |                                  |                                                       |                                                       |   |   |   |  |  |   |   |   |   |
|                                                       |                                                       |                                          |                                                              | |                                                              |                                                              |                                                   |                                         |                                         |                                  |                                                       |                                                       |   |   |   |  |  |   |   |   |   |
|                                                       |                                                       |                                          |                                                              | • Джон (John Francis Reuel Tolkien, 1917—2003) • Майкл (Michael Hilary Reuel Tolkien, 1920—1984) • Кристофер (Christopher John Reuel Tolkien, 1924—2020) • Присцилла (Priscilla Mary Anne Reuel Tolkien, 1929—2022) |                                                              |                                                              |                                                   |                                         |                                         |                                  |                                                       |                                                       |   |   |   |  |  |   |   |   |   |
|                                                       |                                                       |                                          |                                                              | |                                                              |                                                              |                                                   |                                         |                                         |                                  |                                                       |                                                       |   |   |   |  |  |   |   |   |   |

### Карьера
В 1914 году Толкин записался в Корпус военной подготовки, дабы оттянуть призыв на военную службу и успеть получить степень бакалавра. В 1915 году Толкин с отличием окончил университет и пошёл служить лейтенантом в полк Ланкаширских стрелков; вскоре Рональд был призван на фронт и участвовал в Первой мировой войне.
Рональд пережил кровавую битву на Сомме, где погибло двое его лучших друзей из ЧК («чайного клуба»), после чего возненавидел войны, заболел окопной лихорадкой и после длительного лечения был отправлен домой с инвалидностью. Последующие годы он посвятил научной карьере: сначала преподавал в Университете Лидса, в 1922 году получил должность профессора англосаксонского языка и литературы в Оксфордском университете, где стал одним из самых молодых профессоров (в 30 лет) и скоро заработал репутацию одного из лучших филологов в мире.
В это же время он начал писать цикл мифов и легенд Средиземья (англ. Middle-Earth), который позже станет «Сильмариллионом». В его семье было четверо детей, для них он впервые сочинил, рассказал, а потом записал «Хоббита», который был позже опубликован в 1937 году сэром Стэнли Ануином. «Хоббит» пользовался успехом, и Ануин предложил Толкину написать продолжение; однако работа над «Властелином колец» затянулась на длительное время и книга была опубликована только в 1954 году, когда Толкин уже собирался на пенсию.
Продолжение было опубликовано и имело колоссальный успех, что немало удивило и автора, и издателя. Ануин ожидал, что потеряет значительные деньги, но книга лично ему очень нравилась, и он очень хотел опубликовать произведение своего друга. Для экономии типографских издержек книга была поделена на три части.

### Первая мировая война

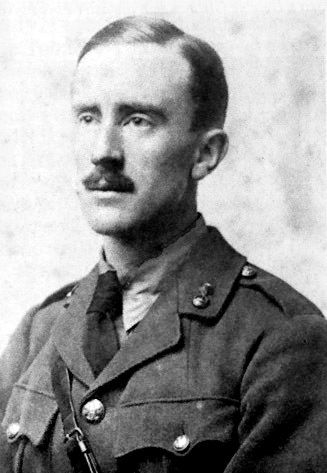
Толкин в военной форме

В 1914 году Великобритания вступила в Первую мировую войну. Родственники Толкина были шокированы тем, что он не сразу записался добровольцем в британскую армию. Вместо этого Толкин начал курс обучения, отложив поступление в армию до получения учёной степени в 1915 году. После этого он поступил в Ланкаширский фузилёрный полк в звании второго лейтенанта. Он прошёл 11-месячную подготовку в 13-м батальоне в Стаффордшире на Каннок Чейс (англ. Cannock Chase). «Джентльмены редко встречаются среди начальства и, если честно, человеческие особи тоже», — негодовал Толкин в письме к Эдит. 4 июня 1916 года Толкин в составе 11-го батальона Британских экспедиционных войск, в который он был переведён, отправился во Францию. Его переезд на военном транспорте вдохновил его на написание поэмы The Lonely Isle («Одинокий остров»). Позднее он писал: «Младшие офицеры долгое время находились в состоянии шока. Расставание с моей женой тогда… было подобно смерти».
В начале июля 1916 прибыл в район битвы на Сомме, где принимал участие в захвате Швабского редута. Согласно Джону Гарту (англ. John Garth):

Несмотря на то, что армия Китченера сохранила старые общественные порядки, классовое разделение между людьми, попавшими в отчаянное положение вместе, ослабло. Толкин писал, что пережитое научило его «глубокой симпатии и сочувствию к простым солдатам, особенно из аграрных графств». Он был очень благодарен за этот урок. Долгое время он находился в заточении в башне не из жемчуга, но из слоновой кости.— John Garth, Tolkien and the Great War, pages 94–95.
Время боёв для жены Толкина Эдит было величайшим стрессом, она пугалась каждого стука в дверь, боясь, что принесут известие о смерти мужа. Из-за цензуры, принятой в почте Британской армии, Толкин разработал секретный код, который использовал для написания писем домой. Благодаря этому коду Эдит могла прослеживать перемещения мужа на карте Западного фронта.
27 октября 1916 года Толкин заболел окопной лихорадкой, распространяемой вшами, во множестве обитавшими в блиндажах. По воспоминаниям преподобного Мервина С. Иверса (англ. Mervyn S. Evers), капеллана англиканской церкви в Ланкаширском фузилёрном полку:

Однажды мне довелось ночевать с бригадным командиром пулемётного подразделения (англ. Brigade Machine Gun Officer) и связистом в захваченном германском блиндаже… Мы пролежали в койках всю ночь в надежде на сон, но это было бесполезно. Стоило нам лечь, как тут же активизировались орды вшей. Так что мы отправились к медику, который также был в блиндаже со своим оборудованием, и он дал нам немного мази, которая, как он заверил, должна была защитить от мелких паразитов. Мы полностью смазались составом и с большой надеждой легли снова, но это не помогло. Было похоже, что вместо того, чтобы отпугивать вшей, это подействовало на них как аперитив перед едой, и мелкие надоеды возобновили свой пир с повышенным аппетитом.— Quoted in John Garth, Tolkien and the Great War, p. 200.
Толкин был освобождён от военной службы и 8 ноября 1916 года отправлен в Англию. Множество дорогих ему школьных друзей, в том числе Гилсон и Смит, не вернулись с войны. В последующие годы Толкин с негодованием заявлял, что те, кто нашёл в его работах параллели со Второй мировой войной, были совершенно не правы:

Для того, чтобы полностью прочувствовать тяжесть военной тьмы, нужно побывать под ней лично, но спустя годы всё чаще забывается, что быть схваченным войной в юношеском возрасте в 1914-м ничуть не менее ужасно, чем в 1939-м и последующих годах. В 1918-м почти все мои близкие друзья были мертвы.— The Lord of the Rings. Preface to the Second Edition.

#### В тылу
Слабый и истощённый Толкин провёл остаток войны в госпиталях и гарнизонах, считаясь негодным по здоровью для основной службы.
В течение его восстановления в сельском доме в Литтл-Хейвуд (англ. Little Haywood) в Стаффордшире Толкин начал работать над «Книгой утраченных сказаний» (англ. The Book of Lost Tales), начиная с «Падения Гондолина» (англ. The Fall of Gondolin). На протяжении 1917 и 1918 годов он пережил несколько обострений болезни, но восстановился достаточно для того, чтобы нести службу в различных военных лагерях, и дослужился до лейтенанта. В это время Эдит родила их первого ребёнка, Джона Френсиса Руэла Толкина (англ. John Francis Reuel Tolkien).
Когда Толкин служил в Кингстон-апон-Халл (англ. Kingston upon Hull), они с Эдит ходили гулять в лес, вблизи посёлка Рус (англ. Roos), и Эдит танцевала для него на поляне между цветами болиголова. После смерти жены в 1971 году Толкин вспоминал:

Я никогда не называл Эдит Лутиэн, но она была первоисточником истории начала главной части «Сильмариллиона». Я впервые осознал это на небольшой лесной полянке, заполненной болиголовом возле Руса в Йоркшире (где я недолго находился на аванпосте Гарнизона Хамбер (англ. Humber Garrison) в 1917 году, и она могла немного пожить со мной). В те дни её волосы были цвета воронова крыла, кожа светлой, глаза яснее, чем когда-либо, и она могла петь и танцевать. Но история пошла по другому пути, и я остался в стороне и не могу ничего поделать с жестоким Мандосом (англ. Mandos).— Letters, №. 340.
Такие впечатления вдохновили Толкина на рассказ о встрече Берена и Лутиэн, и он часто упоминал о Эдит как о «моей Лутиэн».

#### Академическая и писательская карьеры

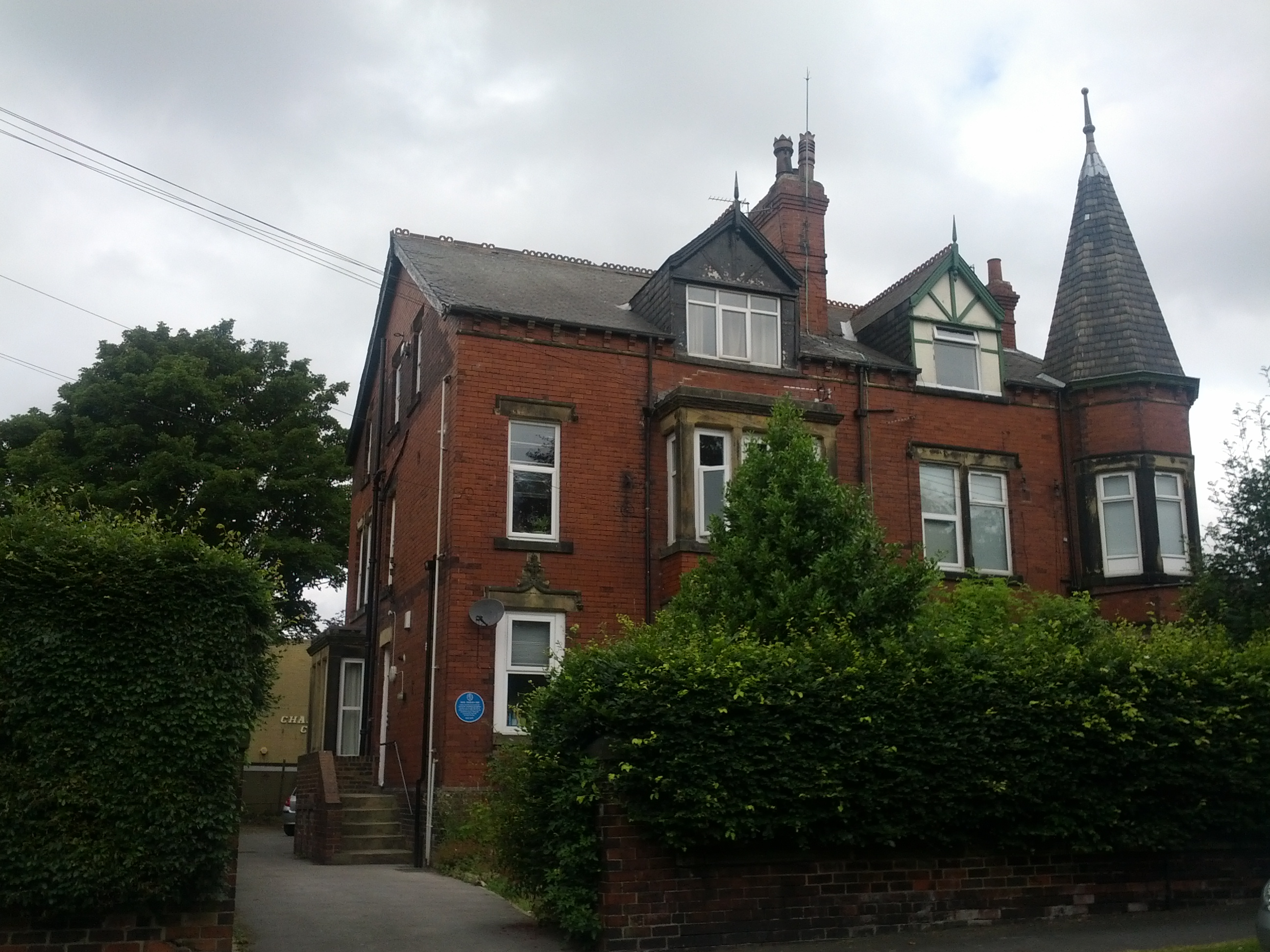
Дэрнли-роад 2, бывший дом Толкина в Уэст-парке, в городе Лидсе

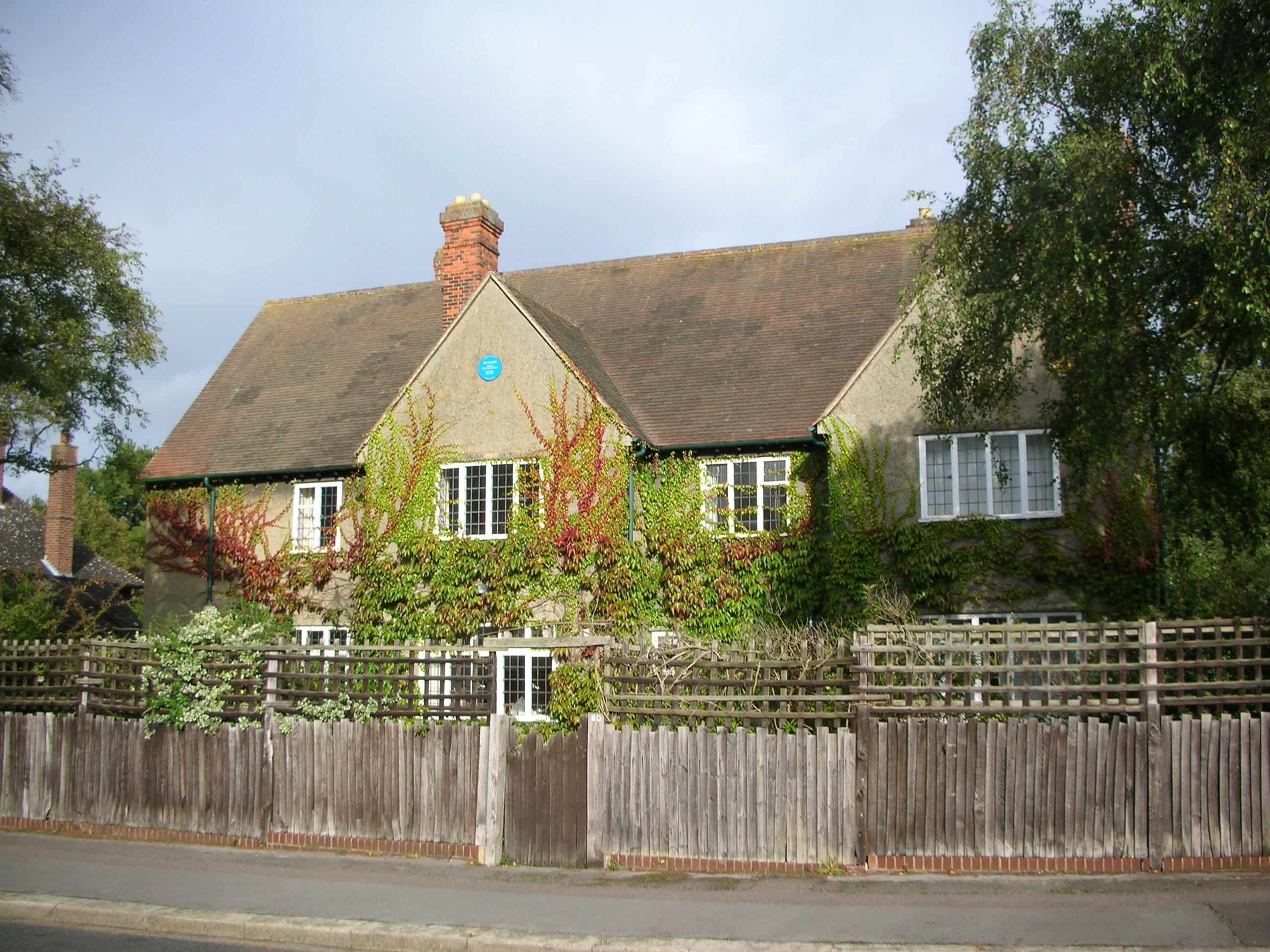
Нортмур-роад 20, бывший дом Толкина в Северном Оксфорде

Первой гражданской работой Толкина после войны стала должность помощника лексикографа в 1919 году, когда он, демобилизованный из армии, присоединился к работе над «Оксфордским словарём английского языка», где он работал в основном по истории и этимологии слов германского происхождения, начинающихся с буквы «W».
В 1920 году он занял пост читателя (аналогичная во многом должности лектора) на английском языке в Лидсском университете, и (из нанятых) стал там самым молодым профессором.
Во времена Университета он выпустил «Словарь среднеанглийского языка» и опубликовал окончательную редакцию «Сэра Гавейна и Зелёного рыцаря» (совместно с филологом Эриком Валентайном Гордоном) — издание, куда вошли текст-оригинал и комментарии, которые часто путают с переводом этого произведения на современный английский язык, созданный позднее Толкином вместе с переводами «Жемчужины» («Perle» — на среднеанглийском) и «Сэра Орфео». В 1925 году Толкин вернулся в Оксфорд, где занял (до 1945 года) должность профессора англосаксонского языка Роулинсона и Босуорта в Пемброкского колледжа.
В начале 1930-х годов Толкин и К. С. Льюис стали ядром группы литературных энтузиастов «Инклинги».
Во времена Пемброкского колледжа он пишет «Хоббита» и первые два тома «Властелина колец», живя на Нортмур-роад 20 в Северном Оксфорде, где в 2002 году была установлена его Синяя мемориальная доска. В 1932 году он также опубликовал филологическое эссе «The Name Nodens» об этимологии Ноденса (кельтского бога исцеления, моря, охоты и собак), продолжая сэра Мортимера Уилера, когда тот уехал на раскопки римского асклепиона в Лидни-Парке (Глостершир).

#### «Беовульф»
В 1920-х Толкин взялся за перевод «Беовульфа», который он закончил в 1926 году, но не опубликовал. В итоге поэма редактировалась сыном Толкина и была опубликована им в 2014 году, более чем через сорок лет после смерти Толкина и спустя почти 90 лет с момента её завершения.
Через десять лет после окончания перевода Толкин представил весьма известную лекцию об этой работе, озаглавленную как «Беовульф: Монстры и критики», которая имела определяющее влияние на исследования по «Беовульфу». Льюис Е. Николсон писал о статье Толкина как о «широко признанном поворотном моменте в критике „Беовульфа“», отметив, что Толкином было установлено верховенство поэтического характера работы, в отличие от своих чисто языковых элементов. В то время единодушие учёного совета претерпело раскол относительно «Беовульфа»: возникли споры по вопросу о том, к какой категории следует отнести поэму — к детским историям о битвах с монстрами или к описаниям реальной племенной войны, причём мнения склонялись в сторону первого. Толкин утверждал, что автор «Беовульфа» обращался больше к человеческой судьбе в целом, а не конкретно к ограниченной теме племенной политики, и, следовательно, «монстры» имеют важное значение для поэмы. Там, где у Финнсбурга Беовульф имеет дело с проявлениями племенной борьбы, Толкин категорически возражал против рассмотрения поэмы в фантастическом аспекте. В эссе Толкин также показал, как высоко он ценит «Беовульфа»: «„Беовульф“ — среди моих самых ценных источников, и это влияние можно увидеть на протяжении всего легендариума Средиземья».

По мнению Хамфри Карпентера, Толкин использовал гениальные средства, начиная свою серию лекций по «Беовульфу»: 
Он заходил в комнату, оглядывал взглядом публику и вдруг начинал декламировать оглушительным голосом первые строки поэмы на англосаксонском, начиная с великого крика «Hwæt!» (первое слово из этого и ряда других староанглийских стихов), которое некоторые студенты принимали за «Тихо!» («Quiet!») Это было даже не зачитывание драматического спектакля, а некое олицетворение англосаксонского барда в медовом зале, и это впечатление сохранялось у целых поколений студентов, потому что они уходили домой с осознанием: «Беовульф» не был простым набором текста для чтения и простого анализа, но был мощной частью драматической поэзии.
Десятилетиями позже Уистен Хью Оден писал своему бывшему профессору:
«Я не думаю, что когда-либо говорил Вам, какие незабываемые впечатления произвело на меня, как на студента, чтение Вами „Беовульфа“. Этот голос был голосом Гэндальфа».

### Вторая мировая война
В начале Второй мировой войны кандидатура Толкина рассматривалась на должность дешифровщика. В январе 1939 года у него осведомились о возможности служить в криптографическом департаменте министерства иностранных дел в случае чрезвычайного положения. Он согласился и прошёл курс обучения в лондонском штабе Центра правительственной связи. Как бы то ни было, хотя Толкин был весьма проницательным для того, чтобы стать дешифровщиком, в октябре его информировали, что на данный момент правительство в его услугах не нуждается. В итоге он никогда больше не служил.
В 2009 году «Дейли телеграф» заявила, что Толкин по неизвестной причине отказался от предложения быть рекрутом на постоянной основе с жалованием 500 фунтов в год.
Хотя Толкин терпеть не мог Адольфа Гитлера и нацизм, он был потрясён бомбардировкой Германии союзными войсками. В 1945 году Толкин писал сыну Кристоферу:

Предполагается, что мы достигли той стадии цивилизованности, на которой, возможно, казнить преступника по-прежнему необходимо, но нет нужды злорадствовать или вздёргивать рядом его жену и ребёнка, под гогот орочьей толпы. Уничтожение Германии, будь оно сто раз заслужено, — одна из кошмарнейших мировых катастроф. Ну что ж, мы с тобой бессильны тут что-либо поделать. Такова и должна быть мера вины, по справедливости приписываемая любому гражданину страны, который не является при этом членом её правительства. Ну что ж, первая Война Машин, похоже, близится к своему конечному, незавершённому этапу — при том, что в результате, увы, все обеднели, многие осиротели или стали калеками, а миллионы погибли, а победило одно: Машины.— Письма Дж. Р. Р. Толкина. — Письмо № 96. Пер.: С. Б. Лихачёвой

### После войны. «Толкиновский бум»
В 1945 году Толкин стал профессором английского языка в оксфордском Мертон-колледже и оставался на этом посту до отставки в 1959 г. Много лет он работал сторонним экзаменатором в Дублинском университетском колледже (англ. University College Dublin). В 1954 году Толкин получил почётную учёную степень от Национального университета Ирландии (Дублинский университетский колледж был его составной частью).
В 1948 году Толкин закончил работу над романом «Властелин колец» — почти десятилетие спустя после первого наброска. Он предложил книгу издательству Allen & Unwin. По замыслу Толкина, одновременно с «Властелином колец» следовало опубликовать «Сильмариллион», но издательство не пошло на это. Тогда в 1950 году Толкин предложил своё произведение издательству Collins, но сотрудник издательства Милтон Уолдмен (Milton Waldman) заявил, что роман «остро нуждается в урезании». В 1952 году Толкин снова написал в Allen & Unwin: «Я с радостью рассмотрю возможность публикации любой части текста». Издательство согласилось опубликовать роман целиком, без урезаний.
В начале 1960-х «Властелин колец» был выпущен в США с разрешения Толкина издательством Ballantine Books и имел ошеломляющий коммерческий успех. Роман попал на благодатную почву: молодёжь 1960-х, увлечённая движением хиппи и идеями мира и свободы, увидела в книге воплощение многих своих мечтаний. В середине 1960-х «Властелин колец» переживает настоящий бум. Сам автор признавал, что успех ему льстит, но со временем устал от популярности. Ему даже пришлось поменять номер телефона, потому что поклонники надоедали ему звонками.
В 1961 году Клайв С. Льюис хлопотал о присуждении Толкину Нобелевской премии по литературе. Однако шведские академики отклонили номинацию с формулировкой, что книги Толкина «ни в коей мере нельзя назвать прозой высшего класса». Премию в тот год получил югославский писатель Иво Андрич.
Также Толкин осуществил перевод книги пророка Ионы для издания «Иерусалимской Библии», которую опубликовали в 1966 году.

### Смерть

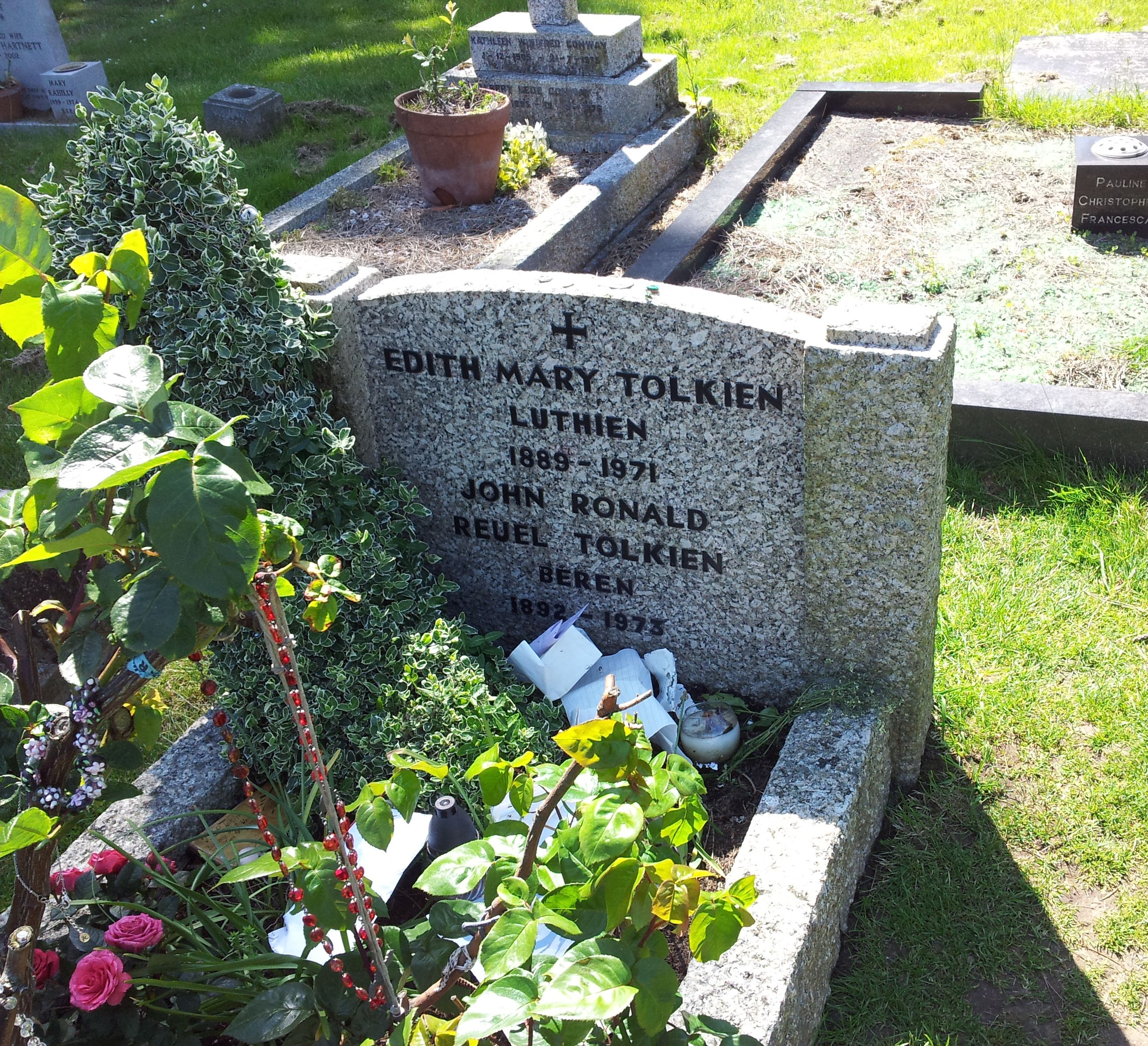
Могила Джона Рональда Руэла и Эдит Толкин, Вулверкотское кладбище, Оксфорд

После смерти жены в 1971 году Толкин возвращается в Оксфорд.
В конце 1972 года он сильно страдал от несварения желудка, рентген показал диспепсию. Врачи назначили ему диету и потребовали полностью исключить употребление вина. 28 августа 1973 года Толкин отправился в Борнмут, к старому другу — Денису Толхерсту. 30 августа, в четверг, он присутствовал на мероприятии по случаю дня рождения миссис Толхерст. Чувствовал себя не очень хорошо, ел мало, но выпил немного шампанского. Ночью стало хуже, и под утро Толкина доставили в частную клинику, где и обнаружили кровоточащую язву желудка. Несмотря на поначалу оптимистичные прогнозы, к субботе развился плеврит, и в ночь на воскресенье 2 сентября 1973 года Джон Рональд Руэл Толкин скончался в возрасте 81 года.
Супругов похоронили в одной могиле. Гравировка на надгробной плите гласит:
Все произведения, вышедшие после 1973 года, включая «Сильмариллион», изданы его сыном Кристофером.

## Мировоззрение

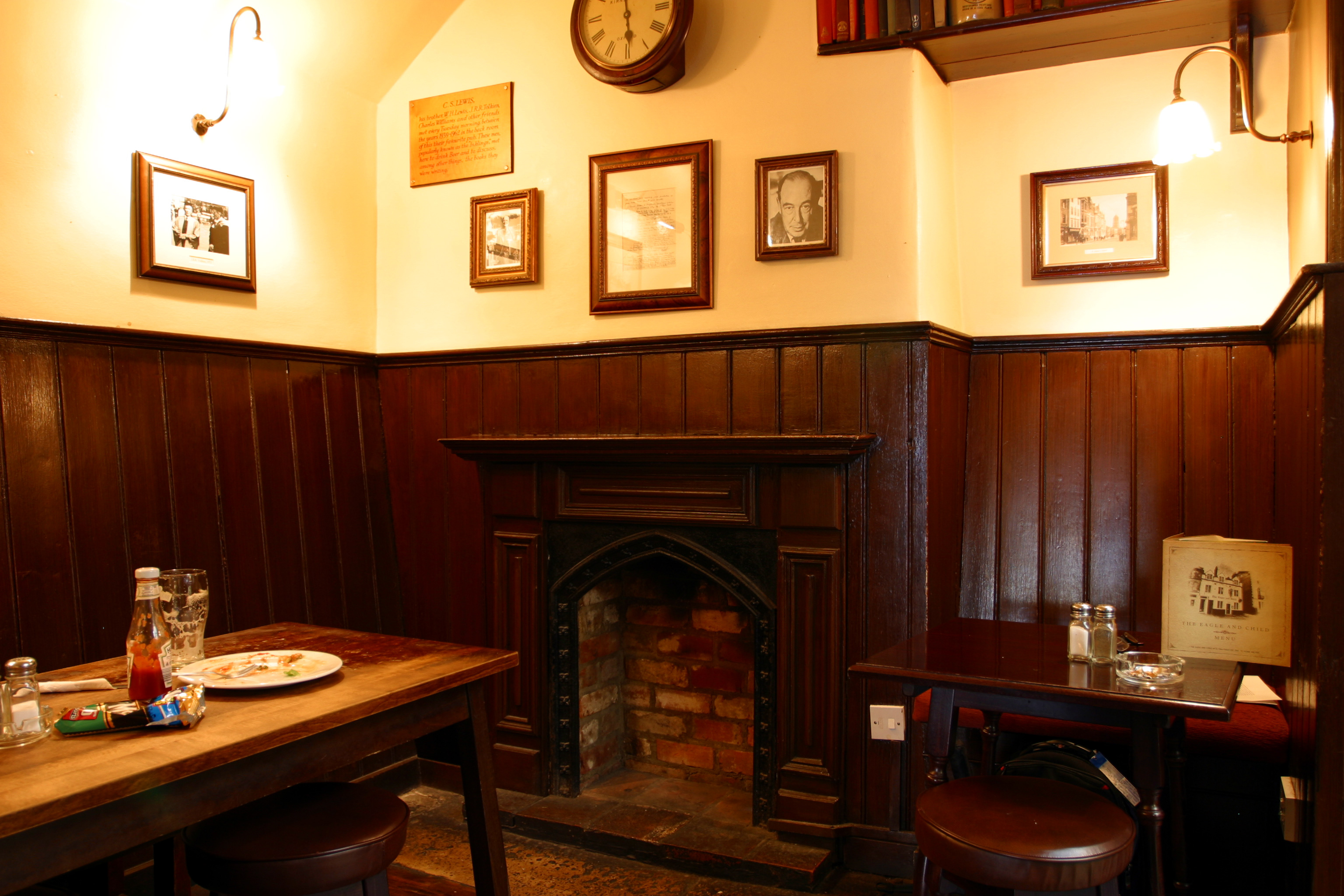
Паб «The Eagle and Child» (рус. «Орёл и ребёнок») в Оксфорде, где по вторникам в 1930—1950 гг. собирались «Инклинги»

Толкин был набожным католиком, а по политическим взглядам он был скорее умеренным традиционалистом, склонявшимся больше к дистрибутизму и либертарианству с монархическим уклоном в пользу укоренившихся договоров, правил и ортодоксальности, чем инноваций и модернизации, и в то же время критиковал государственную бюрократию. В 1943 году он писал: «Мои политические взгляды всё больше склоняются к анархии (философски понимая, что это означает отмену контроля, а не усатых мужчин с бомбами) — или к „неконституционной монархии“».
Хотя Толкин нечасто писал или говорил об этом, но он выступал за распад Британской империи и даже Великобритании. В 1936 в письме к своему бывшему ученику, бельгийскому филологу Симону де-Арденну, Толкин писал: «Политическая ситуация ужасна… Наибольшие симпатии я питаю к Бельгии — как к стране с оптимальным размером в пример любой другой стране мира! Я хочу, чтобы моя собственная страна была ограничена водами Туиды и стенами Уэльса… мы, народ, по крайней мере, действительно знаем о морали и вечности, и когда Гитлер (или француз) говорят: „Германия (или Франция) должны жить вечно“ — мы знаем, что они лгут».

Толкин питал ненависть к побочным эффектам индустриализации, которые он считал пожирателями английской сельской местности и простой жизни. Большую часть своей взрослой жизни он презирал автомобили, предпочитая ездить на велосипеде. Это отношение можно увидеть во всех его произведениях, где наиболее примечательным является изображение отказа от «индустриализации» Шира (земли хоббитов) в его произведениях «Хоббит» и «Властелин колец»: 
«Хоббиты — скромный, но очень малый народ …они не понимают и не любят машины, более сложные, чем кузнечные меха, водяная мельница или ручной ткацкий станок, хотя они искусны в обращении с инструментами».
Многие комментаторы отмечали ряд возможных параллелей между событиями саги про Средиземье и событиями в жизни Толкина. Часто «Властелин колец» сравнивают с Англией во время и сразу после Второй мировой войны. Но сам Толкин всячески отвергал это мнение в предисловии ко второму изданию романа, заявляя, что он предпочёл простую аллегорию иносказаниям конкретных исторических событий. Также он подробно рассмотрел данную тему в своём эссе «О волшебных сказках», где утверждает, что сказки и волшебные истории уместны и применимы к жизни, так как согласованы и внутри себя, и истинами реальной жизни. Он приходит к выводу, что само христианство следует шаблону внутренней согласованности и внешней истины. Его вера в фундаментальные истины данной религии побуждает комментаторов и критиков искать аллюзии на христианство во «Властелине колец». Интересно, что сам Толкин решительно возражал против использования его другом К. С. Льюисом религиозных ссылок в своих рассказах, которые часто открыто признавал лишь аллегорическими. Однако Толкин писал, что эпизод про Роковую гору имеет параллели со строками из Молитвы Господней. Также многие обозреватели творчества Толкина видят в образе Фродо Бэггинса и искушении в вопросе Кольца параллели c библейским образом Иисуса Христа и его миссией искупителя грехов.
Его любовь к мифам и набожная вера соединились в его суждении, что мифология подходит для божественного эха «Истины». Такое мнение он высказал в своей поэме и эссе — «Мифоэпия». Его теория, что мифы составляют «фундаментальные истины», стала центральной темой для «Инклингов» в целом.

## Конструирование языков
Ещё в детстве Рональд со своими товарищами придумали несколько языков, чтобы общаться между собой. Эта страсть к изучению существующих языков и конструированию новых осталась с ним на всю жизнь. Толкин является создателем нескольких искусственных языков: квенья, или язык высших эльфов; синдарин — язык серых эльфов. Толкин знал несколько десятков языков, новые языки составлял, во многом руководствуясь красотой звучания. Сам он говорил: «Никто не верит мне, когда я говорю, что моя длинная книга — это попытка создать мир, в котором язык, соответствующий моей личной эстетике, мог бы оказаться естественным. Тем не менее, это правда».
Подробнее о лингвистических увлечениях Толкина можно прочитать в лекции «Тайный порок», прочитанной им в Оксфорде в 1931 году.
В приложениях к «Властелину колец» Толкин описывает календарь хоббитов, заимствованный у нуменорцев. Особенностью этого календаря является то, что год всегда начинается в понедельник и заканчивается в воскресенье, а также то, что во всех месяцах по 30 дней. В году 52 недели, а один «лишний» день (365−52×7=1) является никаким днём недели и считается праздничным. Ещё одна особенность этого календаря — первое число ни одного из месяцев не приходится на пятницу.

### Издано при жизни
- 1925 — «Сэр Гавейн и Зелёный Рыцарь» (переложение со стихов на прозу в соавторстве с E.B. Гордоном)
- 1937 — «Хоббит, или Туда и обратно» / The Hobbit or There and Back Again — с этой книгой Толкин вошёл в литературу. Книга первоначально возникла как произведение для семейного круга — сказку о хоббите Толкин начал рассказывать своим детям. Почти случайно попав в печать, история о приключениях хоббита Бильбо Бэггинса неожиданно завоевала широкую популярность среди читателей всех возрастов. Уже в этой сказке был заложен огромный мифологический пласт. Сейчас же книга известна больше как своеобразный пролог к «Властелину колец».
- 1945 — «Лист кисти Ниггля» / Leaf by Niggle
- 1945 — «Баллада об Аотру и Итрун» / The Lay of Aotrou and Itroun
- 1949 — «Фермер Джайлс из Хэма» / Farmer Giles of Ham
- 1953 — «Возвращение Беорхтнота, сына Беорхтхельма» / The Homecoming of Beorhtnoth Beorhthelm’s Son (пьеса)
- 1954—1955 — «Властелин колец» / The Lord of the Rings. Книга, ещё в середине 1970-х годов вошедшая в число самых читаемых и издаваемых книг в мире. Центральное произведение Толкина. Эпопея, повествующая о Средиземье, породила настоящий толкиновский культ, который начался в США в 1960-е годы. Изначально замышлялась автором как единая книга, но при издании из-за значительного объёма была разделена на три части:
  - 1954 — «Братство Кольца» / The Fellowship of the Ring;
  - 1954 — «Две крепости» / The Two Towers;
  - 1955 — «Возвращение короля» / The Return of the King.
- 1962 — «Приключения Тома Бомбадила и другие стихи из Алой книги» / The Adventures of Tom Bombadil and Other Verses from the Red Book (цикл стихов).
- 1967 — «Дорога вдаль и вдаль идёт» / The Road Goes Ever On (с Дональдом Суонном)
- 1967 — «Кузнец из Большого Вуттона» / Smith of Wootton Major

### Издано посмертно
Под редакцией Кристофера Толкина:
- 1976 — «Письма Рождественского Деда» / The Father Christmas Letters
- 1977 — «Сильмариллион» / The Silmarillion
- 1980 — «Неоконченные предания Нуменора и Средиземья» / Unfinished Tales of Númenor and Middle-earth
- 1983 — «Чудовища и критики» / The Monsters And The Critics And Others Esseys
- 1983—1996 — «История Средиземья» / The History of Middle-earth (в 12-ти томах)
  - 1983 — «Книга утраченных сказаний, том 1» / The Book of Lost Tales. Part I
  - 1984 — «Книга утраченных сказаний, том 2» / The Book of Lost Tales. Part II
  - 1985 — «Песни Белерианда» / The Lays of Beleriand
  - 1986 — «Устроение Средиземья» / The Shaping of Middle-earth
  - 1987 — «Утраченный путь и другие произведения» / The Lost Road and Other Writings
  - 1988 — «Возвращение Тени» / The Return of the Shadow
  - 1989 — «Измена Изенгарда» / The Treason of Isengard
  - 1990 — «Война Кольца» / The War of the Ring
  - 1992 — «Саурон Побеждённый» / Sauron Defeated
  - 1993 — «Кольцо Моргота» / Morgoth’s Ring
  - 1994 — «Война Самоцветов» / The War of the Jewels
  - 1996 — «Народы Средиземья» / The Peoples of Middle-earth
- 1997 — «Сказки Волшебной страны» / Tales from the Perilous Realm
- 1998 — «Роверандом» / The Roverandom
- 2007 — «Дети Хурина» / The Children of Húrin
- 2009 — «Легенда о Сигурде и Гудрун» / The Legend of Sigurd and Gudrun
- 2009 — «История „Хоббита“» / The History of The Hobbit
- 2013 — «Падение Артура» / The Fall of Arthur
- 2014 — «Беовульф»: перевод и комментарий / Beowulf — A Translation And Commentary
- 2015 — «История Куллерво» / The Story of Kullervo
- 2017 — «Берен и Лутиэн» / Beren and Lúthien
- 2018 — «Падение Гондолина» / The Fall of Gondolin

Под редакцией Карла Хостеттера:
- 2021 — «Природа Средиземья» / The Nature of Middle-earth

Под редакцией Брайана Сибли:
- 2022 — «Падение Нуменора» / The Fall of Númenor[72]

## Наследие
Произведения Толкина оказали огромное влияние на мировую культуру XX и XXI века. Они были неоднократно адаптированы для кино, мультипликации, аудиопьес, театральной сцены, компьютерных игр. По ним созданы концептуальные альбомы, иллюстрации, комиксы. В литературе было создано большое количество подражаний книгам Толкина, их продолжений или антитез.
«Властелин колец» Толкина был неоднократно экранизирован, сначала в виде мультипликационных фильмов Ральфа Бакши («Властелин колец», 1978), а также Артура Ранкина и Жюля Бэсса («Возвращение короля», 1980), снявшими и «Хоббита» 1977 года.
В 1991 году вышел советский телеспектакль «Хранители», снятый по мотивам первой части «Властелина колец».
В 1985 году, в рамках передачи «Сказка за сказкой» (СССР) на телеэкраны вышел телевизионный фильм-спектакль «Сказочное путешествие мистера Бильбо Беггинса, Хоббита, через дикий край, чёрный лес, за туманные горы. Туда и обратно». Это была первая постановка Толкина с живыми актёрами, до этого персонажи «Хоббита» и «Властелина колец» существовали только в мультипликации. Фильм-спектакль был снят на Ленинградском телевидении.
В начале 1990-х «Хоббита» собирались экранизировать ещё раз. Это должен был быть масштабный полнометражный мультфильм «Сокровища под горой», совмещавший рисованную и кукольную анимацию. Роль Гэндальфа в нём должен был озвучить Николай Караченцов, а Торина — Лев Борисов. Но то ли в связи с распадом СССР, то по каким другим причинам, этому проекту не суждено было сбыться. Всё что от него осталось — это шестиминутный ролик, вступление к фильму.

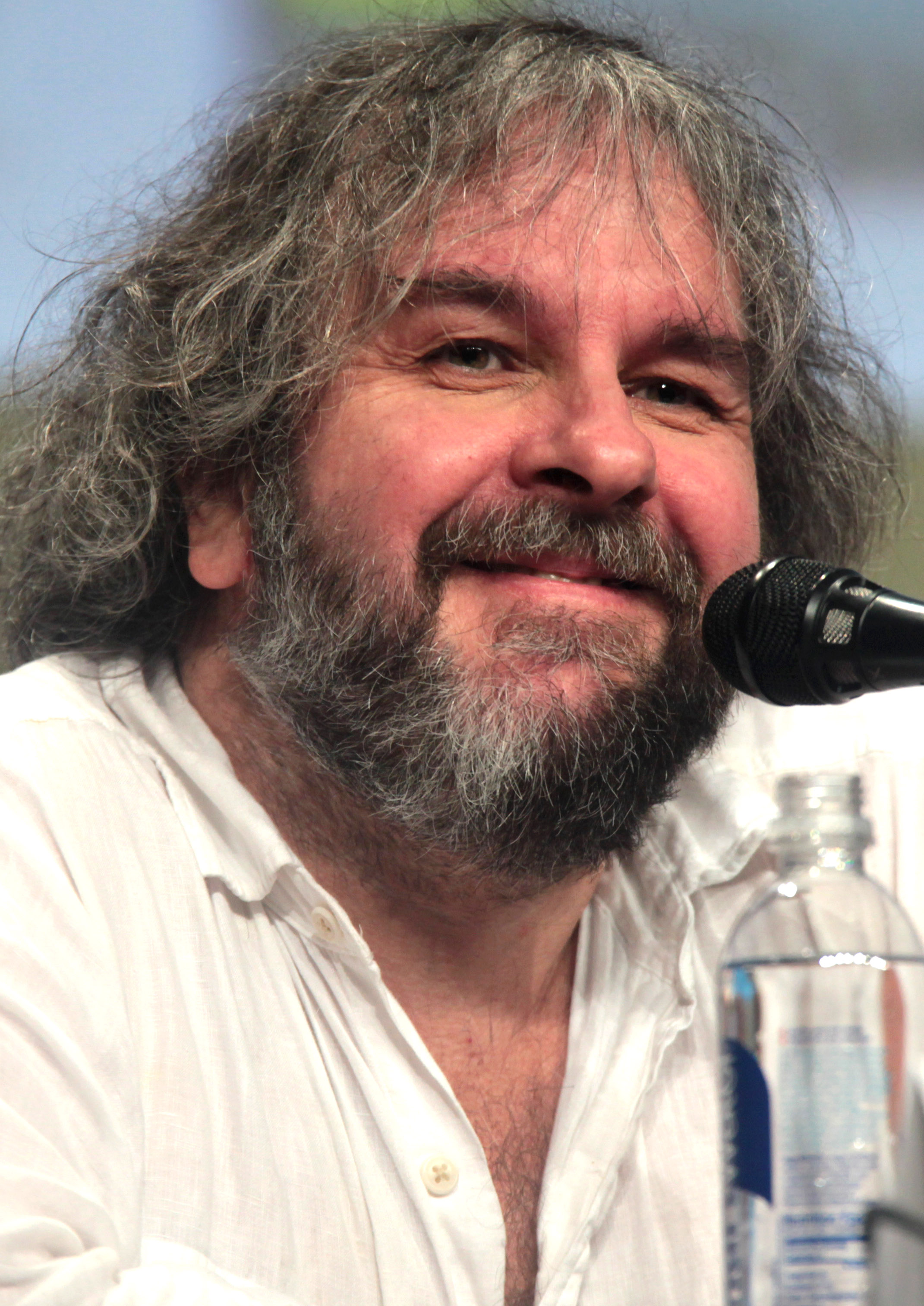
Питер Джексон снял две трилогии по произведениям Толкина, которые собрали множество премий и получили широкое признание в мире в начале XXI века

В 2001—2003 годах Питер Джексон снял высокобюджетный блокбастер «Властелин колец» в виде трёх фильмов, получивших множество премий и суммарно собравших в прокате почти 3 млрд долларов. Третий фильм трилогии «Властелин колец: Возвращение короля» 29 февраля 2004 года получил 11 премий «Оскар», включая главную награду за лучший фильм года (первый в истории фильм в жанре фэнтези, получивший эту награду). Впоследствии Джексон взялся за экранизацию повести «Хоббит», новая трилогия стала приквелом к событиям «Властелина колец»: в 2012 году в прокат вышел фильм «Хоббит: Нежданное путешествие», через год — «Хоббит: Пустошь Смауга», а завершилась трилогия в 2014 году фильмом «Хоббит: Битва пяти воинств». Кроме «Хоббита» при написании сценария использовались и другие произведения Толкина о Средиземье.
В 2017 году канал Amazon приобрёл права на создание телесериала под названием «Властелин колец: Кольца власти» по мотивам произведений Толкина, который будет предысторией одноимённого романа. Сериал вышел 2 сентября 2022 года и был неоднозначно принят зрителями и весьма прохладно фанатами легендарной серии.
По книгам Толкина и их экранизациям создан целый ряд компьютерных игр, из них наиболее известны стратегия «The Lord of the Rings: The Battle for Middle-earth» и MMORPG «Властелин Колец Онлайн». Музыкальные группы, такие как Blind Guardian, Battlelore, Summoning, а в России — «Hobbitshire» и «Эпидемия», сочинили множество песен о персонажах и событиях из книг Толкина.
Многие известные писатели фэнтези признаются, что обратились к этому жанру под впечатлением от эпопеи Толкина, например Роберт Джордан, Стивен Кинг, Ник Перумов, Терри Брукс, Роберт Сальваторе. Современница Профессора Урсула К. Ле Гуин отмечает поэтичность и ритмичность его слога.
Однако многие известные авторы критикуют Толкина. Так, в частности, Чайна Мьевиль, признавая, что «„Властелин колец“, бесспорно, оказал больше всего влияния на жанр фэнтези», называет его «деревенским, консервативным, анти-модернистским, до ужаса христианским и анти-интеллектуальным». Мьевиль критикует идеи «утешения» и «побега», которые, по мнению Толкина, должна давать фэнтези, критикует его пристрастие к неожиданному спасению героев и хэппи-эндам. Филип Пулман назвал «Властелин колец» «банальным» и добавил: «В своих книгах я спорю с „Нарнией“ Льюиса — Толкин не стоит того, чтобы с ним спорить». Также Толкина обвиняли в расизме, что опровергалось исследователями его творчества.

## Объекты, названные в честь Толкина
В честь Толкина названы:
- астероид (2675) Толкин[90];
- кратер Tolkien на Меркурии[91];
- морской рачок-бокоплав Leucothoe tolkieni с системы подводных хребтов Наска и Сала-и-Гомес (Тихий океан)[92];
- стафилинида Gabrius tolkieni Schillhammer, 1997 (обитает в Непале (Khandbari, Induwa Khola Valley))[93];
- ископаемая двустворка Martesia tolkieni Kennedy, 1974[94];
- род ископаемых трилобитов Tolkienia из семейства Acastidae (Phacopida)[95].
- Квакша Hyloscirtus tolkieni из Эквадора[96].

Названиями географических объектов Средиземья и именами персонажей, фигурирующих в произведениях Толкина, названы многие реальные географические объекты и животные.

## Толкин в кино
В 2019 году вышел полнометражный фильм Доме Карукоски «Толкин». В роли писателя снялся Николас Холт.

## Гонорары
- 1970-е годы — 16 000 $ (сумма, за которую были куплены авторские права на экранизацию романа «Властелин колец»)[98].

## Премии и награды
- 1957 — International Fantasy Award в категории «Художественная проза» (Fiction) за «Властелин колец» (The Lord of the Rings) (1955)
- 1974 — Hugo Award. Премия «Гэндальф» «Грандмастер фэнтэзи» (Gandalf Award «Grand Master of Fantasy»)
- 1978 — Locus Award в категории «Роман фэнтези» (Fantasy Novel) за «Сильмариллион» (The Silmarillion) (1977)
- 1978 — Hugo Award. Премия «Гэндальф» в категории «Лучшая книга в жанре фэнтэзи» (Gandalf Award «Book-Length Fantasy») за «Сильмариллион» (The Silmarillion) (1977)
- 1979 — Balrog Awards. Профессиональное достижение (Professional Achievement)
- 1981 — Balrog Awards в категории «Сборник/Антология» (Collection/Anthology) за «Неоконченные предания Нуменора и Средиземья» (Unfinishied Tales of Numenor and Middle-earth) (1980)
- 1981 — Mythopoeic Awards в категории «Мифопоэтическая премия фэнтези» за «Неоконченные предания Нуменора и Средиземья» (Unfinishied Tales of Numenor and Middle-earth) под редакцией Кристофера Толкина (1980)
- 1989 — Mythopoeic Awards в категории «Мифопоэтическая премия за исследования творчества Инклингов» за «The Return of the Shadow (The History of The Lord of the Rings. Part I)» (1988)
- 1990 — Великое Кольцо в категории «Крупная форма (перевод)» за «Две крепости» (The Two Towers) (1954)
- 1991 — Великое Кольцо в категории «Крупная форма (перевод)» за «Властелин Колец» (The Lord of the Rings) (1955)
- 2000 — Mythopoeic Awards в категории «Мифопоэтическая премия за исследования творчества Инклингов» за «Роверандом» (Roverandom) (1998)
- 2002 — Deutscher Phantastik Preis в категории «Лучший автор»
- 2003 — Mythopoeic Awards в категории «Мифопоэтическая премия за исследования творчества Инклингов» за «Beowulf and the Critics» (2002)
- 2009 — Mythopoeic Awards в категории «Мифопоэтическая премия за исследования творчества Инклингов» за «The History of The Hobbit» (2007)
- 2009 — Prometheus Awards. Введён в Зал славы (Hall of Fame) за «Властелин Колец» (The Lord of the Rings) (1955)

### Кинематографические награды

#### Номинации
- 2002 — USC Scripter Award за сценарий к фильму «Властелин колец: Братство кольца» (номинирован посмертно, номинацию разделил с Френ Уолш, с Филиппой Боенс и с Питером Джексоном)
- 2003 — USC Scripter Award за сценарий к фильму «Властелин колец: Две крепости» (номинирован посмертно, номинацию разделил с Френ Уолш, с Филиппой Боенс, со Стивеном Синклейром и с Питером Джексоном)
- 2004 — USC Scripter Award за сценарий к фильму «Властелин колец: Возвращение короля» (номинирован посмертно, номинацию разделил с Френ Уолш, с Филиппой Боенс и с Питером Джексоном)